# Ohio
Ohio (englisch Aussprache [oʊ̯ˈhaɪ̯oʊ̯] ⓘ) ist ein Bundesstaat im Mittleren Westen der USA. Im Norden wird er vom Eriesee, durch den die Grenze zum Nachbarland Kanada verläuft, und im Süden vom Ohio River begrenzt, der dem Staat seinen Namen gab. Der Name kommt aus der Sprache der Irokesen und bedeutet „Großer Fluss“.
Die Hauptstadt Ohios ist Columbus; weitere Großstädte sind Cleveland, Cincinnati, Toledo, Akron und Dayton. Der Bundesstaat hat eine Fläche von 116.096 km² (im Vergleich der Bundesstaaten an 34. Stelle) und rund 11,8 Millionen Einwohner. Im Jahr 1803 wurde Ohio als 17. Staat in die Vereinigten Staaten aufgenommen.
Der Spitzname Ohios ist Buckeye State (Buckeye tree = Ohio-Rosskastanie).

## Geographie

### Geographische Lage
Ohio liegt im Mittleren Westen der USA zwischen Pennsylvania im Osten, West Virginia im Südosten, Kentucky im Südwesten, Indiana im Westen und Michigan sowie dem Eriesee im Norden. Im Eriesee grenzt Ohio an die kanadische Provinz Ontario. Die Grenzen zu West Virginia und Kentucky bildet das Nordufer des Ohio River nach seinem Verlauf von 1792, die Grenzen zu Indiana und Pennsylvania verlaufen genau nord-südlich. Die Grenze zu Michigan sollte ursprünglich genau west-östlich verlaufen auf der geographischen Breite der Südspitze des Michigansees. Da dessen Lage nicht genau bekannt war und daher befürchtet wurde, dass die Grenze das Südufer des Eriesees verfehlen könnte, definierte die Verfassung von 1803 die Nordgrenze als a direct line running from the southern extremity of Lake Michigan to the most northerly cape of the Miami Bay (eine gerade Linie von der Südspitze des Michigansees bis zum nördlichsten Kap der Maumee Bay [an der Mündung des Maumee River]). Da das Michigan-Territorium seine Südgrenze nach der ursprünglichen Definition festgelegt hatte, kam es zwischen beiden zu einer Grenzstreitigkeit, die sich bis 1835 zum sogenannten Toledo-Krieg (in dem allerdings niemand ums Leben kam) verschärfte.
Der Osten des Staates gehört zum Allegheny-Plateau (ein Teil des Appalachen-Plateaus). Der Süden des Plateaus ist hügelig, der Norden, der in der letzten Kaltzeit eisbedeckt war, ist weniger rau. Der Westen des Staates war ebenfalls eisbedeckt und ist durch Grund- und Endmoränen bestimmt, die sich im Campbell Hill als höchster Erhebung des Staates auf bis zu 472 m erheben. Der Spiegel des Eriesees liegt auf 174 m, der tiefste Punkt von Ohio liegt an der Mündung des Great Miami River in den Ohio River auf 137 m. Durchschnittlich liegt Ohio 260 m über dem Meer.

### Flüsse und Seen
Die Östliche Nordamerikanische Wasserscheide durchschneidet Ohio. Der nördliche Teil des Staates gehört zum Einzugsgebiet des Eriesees, der über den Niagara River und den Sankt-Lorenz-Strom zum Atlantik entwässert, der südliche Teil entwässert über den Ohio River und den Mississippi River in den Golf von Mexiko.
Wichtige Nebenflüsse des Ohio Rivers in Ohio sind Little Muskingum River, Duck Creek, Muskingum River, Hocking River, Scioto River, Little Miami River und der Great Miami River. Letzterer ist über den Miamikanal mit dem Eriesee verbunden. Der Wabash River entspringt in Ohio und fließt durch Indiana und Illinois ebenfalls in den Ohio River. Cuyahoga River, Grand River, Huron River, Sandusky River und Maumee River (von Ost nach West) münden in den Eriesee.

## Geschichte

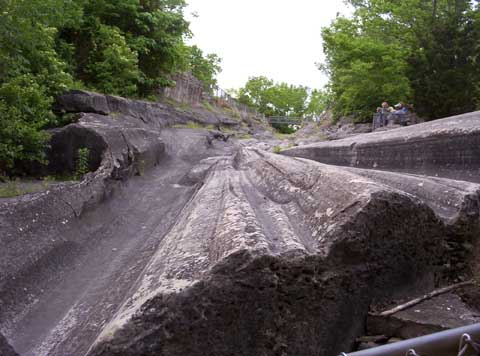
Spuren der letzten Kaltzeit (Wisconsin glaciation) auf Kelleys Island im Eriesee

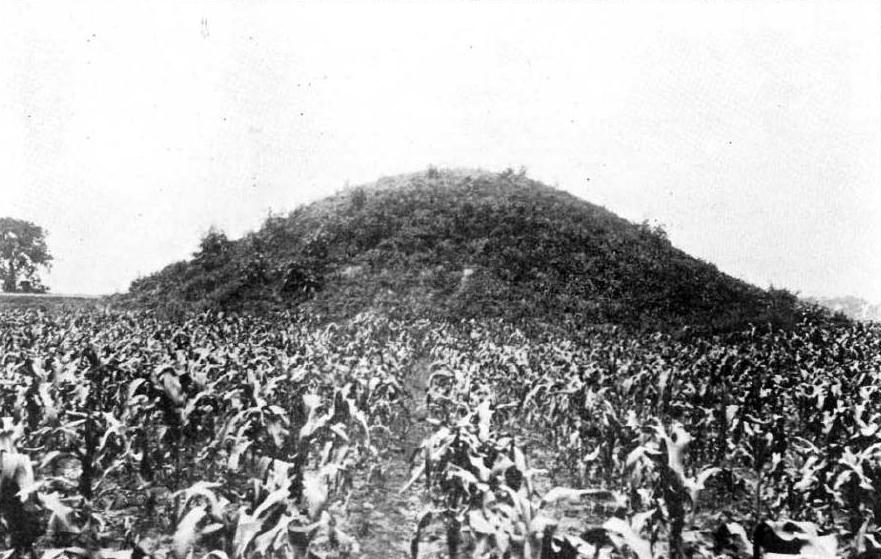
Fotografie des 1901 ausgegrabenen Mounds bei Chillicothe

Bei der Besiedelung Nordamerikas durch Europäer wurden in Ohio besonders viele und ungewöhnliche prähistorische Erdwerke, so genannte Mounds, gefunden. Den durch Krankheiten und Konflikte ausgezehrten Indianern wurden derartige Leistungen nicht zugetraut, deshalb entwickelten sich neben einem Interesse an der wissenschaftlichen Erkundung der Vergangenheit der Region auch unzählige Spekulationen.
In der Archaischen Periode entwickelten sich die ersten regionalen Kulturen im Raum des heutigen Ohios. Die Maple-Creek- und die Glacial-Kame-Kultur vor dem Jahr 1000 v. Chr. gelten als die frühesten, noch weitgehend nomadischen Kulturen der Region. In der Woodland-Periode entstand mit der Adena-Kultur die erste sesshafte Kultur im heutigen Ohio, sie legte auch die ersten aufwändigen Mounds an. Es folgten die großflächige, auch in Ohio verbreitete Hopewell-Kultur und die räumlich auf das südliche Ohio und angrenzende Regionen beschränkte Fort Ancient Kultur. Adena und Fort Ancient hinterließen komplexe und vielgestaltige Erdwerke.
Die Mississippi-Kultur mit Cahokia, der größten präkolumbischen Stadt nördlich von Mexiko, markiert die Nachfolger der Woodland-Phase. Sie strahlte kulturell weit in den Norden und auch bis nach Ohio aus und schuf die größten Mounds der Region.
Beim Eintreffen der Weißen war die Region zwischen dem Ohio River und den Großen Seen, wo heute Ohio liegt, von verschiedenen Indianerstämmen bewohnt, darunter die Miami, Wyandot, Shawnee, Lenni Lenape, Ottawa und Erie. Während der Kolonisation Nord-Amerikas durch Europäer beanspruchten Irokesen aus dem heutigen Bundesstaat New York das Gebiet.

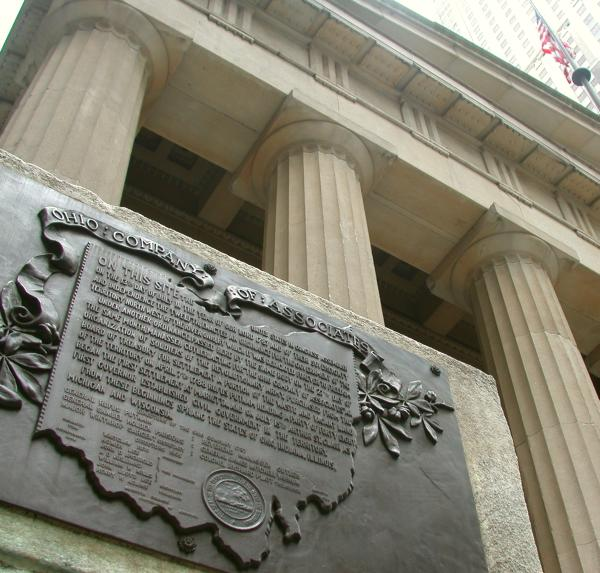
Gedenktafel an die „Nordwest-Verfügung“ vor der Federal Hall in Manhattan

Im 18. Jahrhundert baute Frankreich dort ein System von Handelsposten auf, um den Handel zwischen Europäern und Indianern zu kontrollieren. 1754 brach der Franzosen- und Indianerkrieg zwischen Großbritannien und Frankreich aus, in dessen Folge der Pariser Frieden geschlossen wurde und Frankreich 1763 die Kontrolle über das heutige Ohio an die Briten abtrat. Die Königliche Proklamation von 1763 verbot das Besiedeln des neu gewonnenen Landes. Sie verlor allerdings nach der amerikanischen Unabhängigkeit von der britischen Krone an Gültigkeit, woraufhin 1787 das Nordwestterritorium erschlossen wurde, das neben dem Gebiet des heutigen Ohio auch die Gebiete weiterer Bundesstaaten umfasste. Das neue Territorium war das erste Gebiet der Vereinigten Staaten, in dem die Sklaverei offiziell verboten wurde. Als Vorgriff auf die kommende Staatsgründung wurde später das Indiana-Territorium gegründet, das nur noch das heutige Ohio sowie Teile des heutigen Michigan umfasste.
In der „Nordwest-Verfügung“ (Northwest Ordinance) wurde beschlossen, dass Teilgebiete des Nordwestterritoriums zu Staaten werden können, sobald diese eine Einwohnerzahl von 60.000 erreichten. Obwohl das künftige Ohio 1801 erst 45.000 Einwohner hatte, beschloss der US-Kongress aufgrund des rapiden Bevölkerungswachstums dessen Staatsgründung. Am 19. Februar 1803 wurde Ohio vom US-Präsidenten Thomas Jefferson als 17. Bundesstaat in die USA aufgenommen. Erste Hauptstadt des Bundesstaates war nicht Columbus, sondern bis 1810 Chillicothe und danach für zwei Jahre Zanesville. Da ein offizielles Beitrittsdatum neuer Staaten erst seit 1812 vom Kongress bestimmt wurde, bestimmte es US-Präsident Eisenhower 1953 auf den 1. März 1803.
1835 führte Ohio den Toledo-Krieg, in dem es mit dem Michigan-Territorium um das Gebiet um die Stadt Toledo kämpfte. Nach Intervention des Kongresses verzichtete das Michigan-Territorium auf den sogenannten Toledo-Streifen und bekam im Gegenzug Teile der oberen Michigan-Halbinsel zugesprochen.
Ohios zentrale Position spielte im Bürgerkrieg eine bedeutende Rolle. In der Schlacht von Shiloh starben 2000 Bürger aus Ohio. Als Stonewall Jackson Washington, D.C. bedrohte, stellte der Gouverneur Ohios David Tod 5000 Freiwillige für die Unionsarmee auf. Der Historiker Andrew R. L. Cayton geht davon aus, dass insgesamt 35.000 Bürger aus Ohio im Krieg starben. Die wichtigsten Generäle der Union Ulysses S. Grant, William Tecumseh Sherman und Philip Sheridan stammten alle aus Ohio.

## Bevölkerung

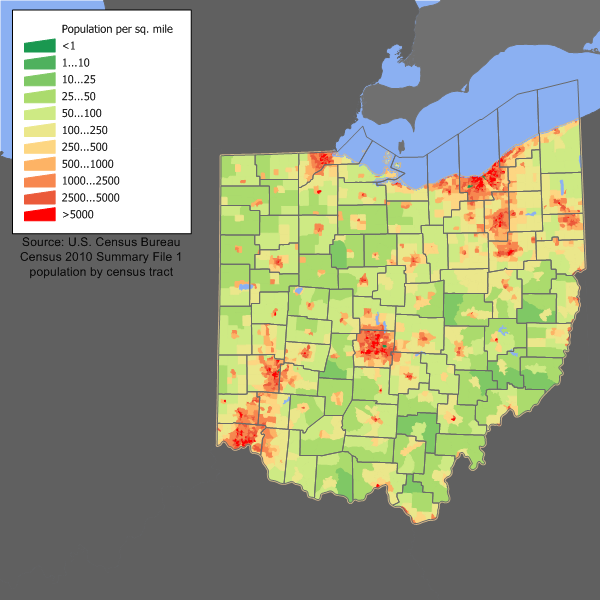
Bevölkerungsdichte

Ohio hat nach dem US-Zensus von 2010 11.536.504 Einwohner, davon sind 84,5 Prozent Weiße, 13,4 Prozent Schwarze und Afroamerikaner, 0,8 Prozent Indianer, 2,1 Prozent Asiaten und 1,5 Prozent Andere. Ohio steht mit der Bevölkerungszahl im Vergleich der US-Bundesstaaten an siebter Stelle.

### Religionen
Die mitgliederstärksten Religionsgemeinschaften im Jahre 2000 waren die Römisch-katholische Kirche mit 2.231.832, die United Methodist Church mit 566.084 und die Evangelisch-Lutherische Kirche in Amerika mit 301.749 Anhängern.

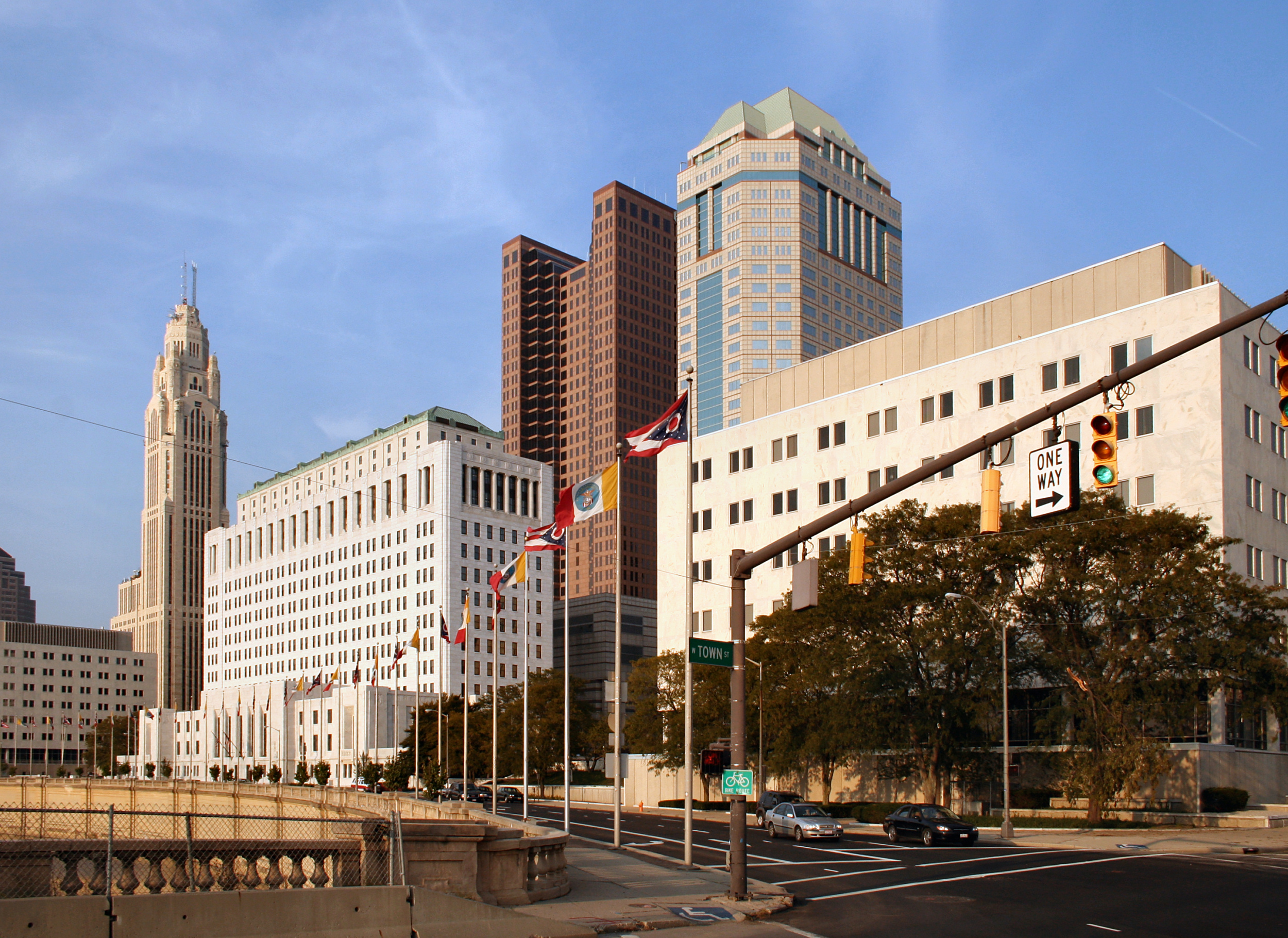
Die Skyline der Hauptstadt Columbus

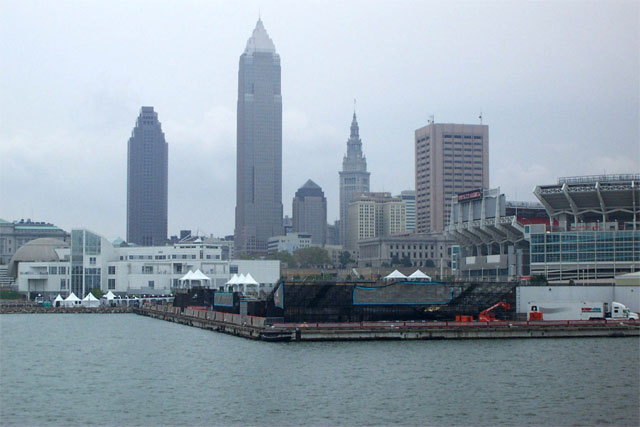
Cleveland gesehen vom Eriesee

### Abstammung
2.979.533 Einwohner Ohios gaben bei der American Community Survey 2015 an, deutschstämmige Vorfahren zu haben. Mit einem Anteil von 25,7 Prozent an der Gesamtbevölkerung stellen die Deutschstämmigen damit die größte Bevölkerungsgruppe des Bundesstaates dar. Es folgen mit weitem Abstand die Gruppen der Irisch- (13,4 Prozent) und Englischstämmigen (8,2 Prozent).

### Örtliche Verteilung der Bevölkerungsgruppen
Die deutschstämmige Bevölkerungsgruppe hat vor allem im Nordwesten einen hohen Bevölkerungsanteil und hat die Kultur Ohios maßgeblich mitgeprägt. So heißt zum Beispiel ein Stadtteil der Hauptstadt Columbus German Village.
Einwohner mit amerikanischen oder britischen Wurzeln findet man in erster Linie im Süden und der Mitte des Staates. In Cleveland und Cincinnati sind große Bevölkerungsanteile Afroamerikaner. Daneben leben in Cleveland sowie vor allem auch in Toledo viele Hispanics.

### Alters- und Geschlechterstruktur
Die Altersstruktur von Ohio setzt sich 2010 folgendermaßen zusammen:
- Unter 5 Jahren: 6,2 Prozent
- 18 bis 64 Jahre: 75,8 Prozent
- ab 65 Jahre: 14,1 Prozent

Das Medianalter beträgt 38,8 Jahre. 51,2 Prozent der Bevölkerung sind weiblich, 48,8 Prozent männlich.

### Größte Städte
| Ort         |            |  |         | Einwohner |
| Columbus    | Columbus   |  | 905.748 | 905.748   |
| Cleveland   | Cleveland  |  | 372.624 | 372.624   |
| Cincinnati  | Cincinnati |  | 309.317 | 309.317   |
| Toledo      | Toledo     |  | 270.871 | 270.871   |
| Akron       | Akron      |  | 190.469 | 190.469   |
| Dayton      | Dayton     |  | 137.644 | 137.644   |
| Parma       | Parma      |  | 81.146  | 81.146    |
| Canton      | Canton     |  | 70.872  | 70.872    |
| Lorain      | Lorain     |  | 65.211  | 65.211    |
| Hamilton    | Hamilton   |  | 63.399  | 63.399    |
| Census 2020 |            |  |         |           |

## Politik

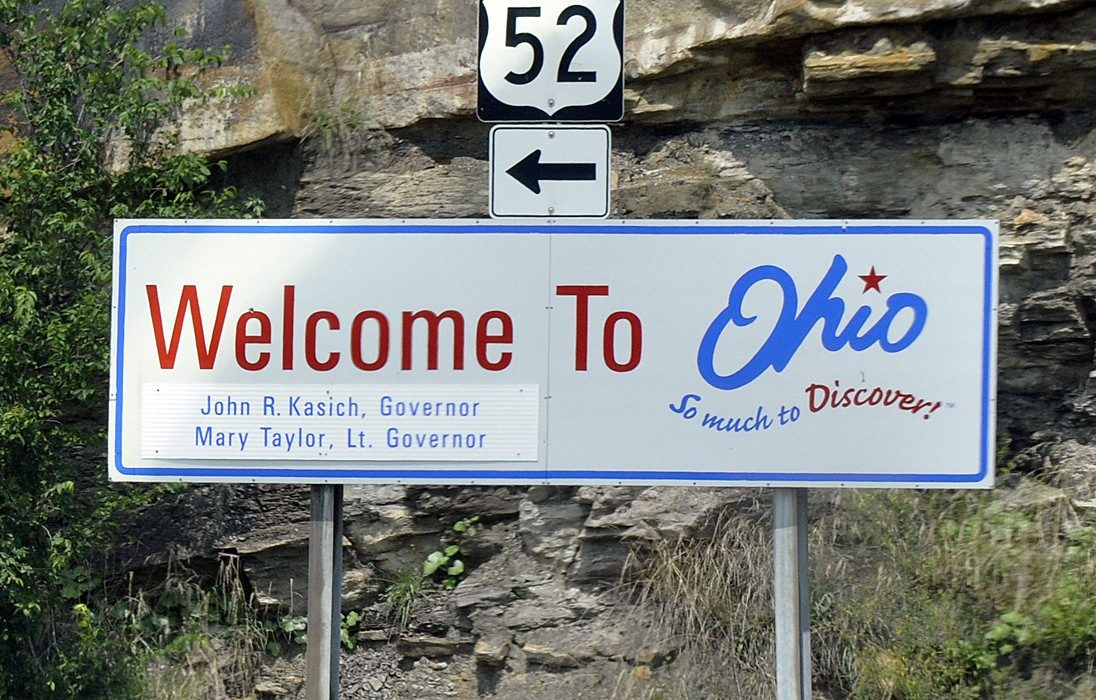
Grenzschild am Highway 52

Acht US-Präsidenten stammen aus Ohio (davon sieben Republikaner und ein Mitglied der Whig Party); damit liegt Ohio gemeinsam mit Virginia, aus dem ebenfalls acht Präsidenten stammen, an der Spitze aller US-Bundesstaaten. Ohio war lange Zeit eine der Hochburgen der Republikaner, ist aber heute politisch gespalten. Es war als Swing State bei Präsidentschaftswahlen besonders umkämpft, da es mit heute 18 (ab 2024 17) Wahlmänner-Stimmen neben Florida den größten Einfluss aller Swing States hatte. Zuletzt war Ohio bei der Präsidentschaftswahl 2004 das Zünglein an der Waage, als Präsident George W. Bush mit 50,8 % der Stimmen alle damals 20 Wahlmännerstimmen Ohios gewann und so sein Amt gegen seinen demokratischen Herausforderer John Kerry verteidigte. Seit der Präsidentschaftswahl 2020 gilt Ohio wieder als eher republikanisch und wird meist nicht mehr als Swing State betrachtet.
Aufgrund seiner Demographie wurde in Ohio in der Vergangenheit häufig als Mikrokosmos der politischen USA als Ganzes gesehen. Es ist seit 1892 nur drei Präsidentschaftskandidaten gelungen, in das Weiße Haus einzuziehen, ohne auch in Ohio die Mehrheit zu erlangen. In allen Fällen (1944, 1960 und 2020) gewann in Ohio ein Republikaner, obwohl insgesamt ein Demokrat Präsident wurde (1944 Roosevelt, 1960 John F. Kennedy und 2020 Joe Biden).
| Jahr | Republikaner      | Demokraten        |
| ---- | ----------------- | ----------------- |
| 2024 | 54,88 % 3.180.116 | 43,72 % 2.533.699 |
| 2020 | 53,18 % 3.154.834 | 45,16 % 2.679.165 |
| 2016 | 51,69 % 2.841.005 | 43,56 % 2.394.164 |
| 2012 | 47,60 % 2.661.437 | 50,58 % 2.827.709 |
| 2008 | 46,80 % 2.677.820 | 51,38 % 2.940.044 |
| 2004 | 50,81 % 2.859.768 | 48,71 % 2.741.167 |
| 2000 | 49,97 % 2.351.209 | 46,46 % 2.186.190 |
| 1996 | 41,02 % 1.859.883 | 47,38 % 2.148.222 |
| 1992 | 38,35 % 1.894.310 | 40,18 % 1.984.942 |
| 1988 | 55,00 % 2.416.549 | 44,15 % 1.939.629 |
| 1984 | 58,90 % 2.678.560 | 40,14 % 1.825.440 |
| 1980 | 51,51 % 2.206.545 | 40,91 % 1.752.414 |
| 1976 | 48,65 % 2.000.505 | 48,92 % 2.011.621 |
| 1972 | 59,63 % 2.441.827 | 38,07 % 1.558.889 |
| 1968 | 45,23 % 1.791.014 | 42,95 % 1.700.586 |
| 1964 | 37,06 % 1.470.865 | 62,94 % 2.498.331 |
| 1960 | 53,28 % 2.217.611 | 46,72 % 1.944.248 |
| 1956 | 61,11 % 2.262.610 | 38,89 % 1.429.655 |

Demokratische Hochburgen befinden sich im Nordosten Ohios, etwa um die Städte Cleveland und Youngstown. Auch die größte Stadt Columbus gilt als Hochburg der Demokraten. Der etwas bevölkerungsärmere Südwesten dagegen unterstützt eher die Republikanische Partei.
Im US-Senat wird der Staat von den beiden Republikanern Bernie Moreno und John Allen Husted vertreten. Die Delegation Ohios im Repräsentantenhaus des 119. Kongress besteht aus fünf Demokraten und zehn Republikanern bei einem vakanten Sitz.
Ohio hat die Todesstrafe seit 1976 53-mal angewandt (siehe auch Todesstrafe in den Vereinigten Staaten#Ohio). Zusammen mit Missouri (86) waren dies 78 Prozent der Exekutionen des Mittleren Westens (177 Stand Dezember 2015). In der Division East North Central (Wisconsin, Illinois, Michigan, Indiana, Ohio) ist Ohio der einzige Staat, in dem seit 2010 Exekutionen stattfanden, wenn es auch in Indiana mit insgesamt 20 Exekutionen vergleichbar viele seit 1976 gab. Die Todesstrafe wird in den meisten Nachbarstaaten Ohios seltener verhängt. Ausnahme ist Pennsylvania, wo allerdings seit 1999 niemand mehr hingerichtet wurde. Im Oktober 2015 verschob John Kasich die Termine für zwölf Hinrichtungen per Erlass auf unbestimmte Zeit.

### Legislative
Ohio hat (wie in allen Staaten der USA außer Nebraska) ein Zweikammerparlament: Es gibt ein Repräsentantenhaus mit 99 Mitgliedern und einen Senat mit 33 Mitgliedern. Beide Kammern werden nach dem Mehrheitswahlrecht gewählt; Ohio ist in 33 Senats- und 99 Repräsentantenhauswahlkreise unterteilt.

### Exekutive
Die Staatsregierung besteht aus Gouverneur Mike DeWine, Vizegouverneur Jim Tressel, Secretary of State Frank LaRose, dem Vorsitzenden des Rechnungshofs (State Auditor) Keith Faber, dem Finanzminister (Treasurer) Robert Sprague und Attorney General Dave Yost; alle gehören der Republikanischen Partei an. Die Mitglieder der Regierung werden einzeln direkt von den Wahlberechtigten gewählt; dementsprechend verfügt weder der Gouverneur notwendigerweise über eine parlamentarische Mehrheit, noch sind die anderen Mitglieder der Staatsregierung notwendigerweise politische Verbündete des Gouverneurs. Diese deutlichen Unterschiede zu den Exekutiven etwa der deutschen Bundesländer sind in den USA auf der Ebene der Bundesstaaten allgemein üblich und finden hinsichtlich ihrer parteipolitischen Zusammensetzung eine ungefähre Entsprechung in den Proporzregierungen der Bundesländer Österreichs.

### Staatsregierung
- Liste der Gouverneure von Ohio
- Liste der Vizegouverneure von Ohio

### Kongress
- Liste der US-Senatoren aus Ohio
- Liste der Mitglieder des US-Repräsentantenhauses aus Ohio

### Mitglieder im 119. Kongress
|  | Name                               | Mitglied seit | Parteizugehörigkeit |
|  | ---------------------------------- | ------------- | ------------------- |
|  | Gregory John „Greg“ Landsman       | 2023          | Demokrat            |
|  | David James Taylor                 | 2025          | Republikaner        |
|  | Joyce Marie Beatty                 | 2013          | Demokrat            |
|  | James Daniel „Jim“ Jordan          | 2007          | Republikaner        |
|  | Robert Edward „Bob“ Latta          | 2007          | Republikaner        |
|  | Michael Anthony Rulli              | 2024          | Republikaner        |
|  | Max Leonard Miller                 | 2023          | Republikaner        |
|  | Warren Earl Davidson               | 2016          | Republikaner        |
|  | Marcia Carolyn „Marcy“ Kaptur      | 1983          | Demokrat            |
|  | Michael Ray „Mike“ Turner          | 2003          | Republikaner        |
|  | Shontel Monique Brown              | 2021          | Demokrat            |
|  | William Troy Balderson             | 2018          | Republikaner        |
|  | Emilia Strong Sykes                | 2023          | Demokrat            |
|  | David Patrick Joyce                | 2013          | Republikaner        |
|  | Michael Todd Whitaker „Mike“ Carey | 2021          | Republikaner        |

|  | Name                     | Mitglied seit | Parteizugehörigkeit |
|  | ------------------------ | ------------- | ------------------- |
|  | Bernardo „Bernie“ Moreno | 2025          | Republikaner        |
|  | Jon Allen Husted         | 2025          | Republikaner        |

### Wappen
Wie in den USA üblich, hat auch Ohio eine Reihe von Symbolen:
- Tier: Weißwedelhirsch
- Vogel: Rotkardinal
- Blume: Landnelke (Scarlet Carnation)
- Wildblume: Schnee-Trillium (Trillium grandiflorum)
- Insekt: Marienkäfer
- Lied: „Beautiful Ohio“
- Lied (Rock): „Hang On Sloopy“ (The McCoys)
- Baum: Kahle Rosskastanie (Aesculus glabra)
- Fossil: Trilobitengattung Isotelus
- Getränk: Tomatensaft
- Reptil: Schwarznatter
- Edelstein: Feuerstein
- Motto: „With God all things are possible“ („Mit Gott sind alle Dinge möglich“)

## Kultur

### Parks
| Nationalpark                                                                                 | Lage                                                         | Ansicht |
| -------------------------------------------------------------------------------------------- | ------------------------------------------------------------ | ------- |
| Cuyahoga-Valley-Nationalpark - Ohio - 3.306.175 Besucher (2004) - gegründet 11. Oktober 2000 | Cuyahoga-Valley-Nationalpark · Karte der Vereinigten Staaten |         |

## Wirtschaft und Infrastruktur
Die Wirtschaftsleistung Ohios betrug im Jahre 2016 625 Milliarden USD, womit es die siebthöchste Wirtschaftsleistung der Bundesstaaten der USA hatte und einen Anteil von 3,39 % an der gesamten amerikanischen Wirtschaft hielt. Als eigenes Land gezählt, wäre die Wirtschaftsleistung Ohios ungefähr so groß wie die von Saudi-Arabien. Das reale Bruttoinlandsprodukt pro Kopf (engl. per capita real GDP) lag im Jahre 2016 bei USD 53.609 (nationaler Durchschnitt der 50 US-Bundesstaaten: USD 57.118; nationaler Rangplatz: 25). Die Arbeitslosenrate lag im November 2017 bei 4,8 % (Landesdurchschnitt: 4,1 %).
Ohio ist einer der führenden Standorte des Maschinenbaus der USA. Zur industriellen Produktion gehören außerdem Transportmittel, Metallverarbeitung, Maschinen, Werkzeuge, Gummiprodukte, Nahrungsmittel und Elektrogeräte.
Als Teil des Corn Belts spielt der Agrarsektor eine große Rolle. Die landwirtschaftliche Produktion umfasst Sojabohnen, Milchprodukte, Mais, Tomaten, Schlachtvieh (Schweine, Rinder), Geflügel und Eier. Am Eriesee wird kommerzieller Fischfang betrieben.
Mit über 2500 Seen und 72.000 Flusskilometern, wegen seiner abwechslungsreichen Landschaft, seiner Erholungsgebiete und historischen Sehenswürdigkeiten (vor allem archäologische Stätten – Ausgrabungen von indianischen Siedlungen und Grabstätten) ist Ohio touristisch interessant, und der Tourismus gehört zu den Wachstumsbranchen. Besonders zu nennen ist da etwa der Maumee Bay State Park im Mündungsdelta des Maumee River am Eriesee.
Mit Cedar Point liegt einer der größten und ältesten Freizeitparks der USA in Ohio. Mehrere Rekorde stellten die Achterbahnen des Parks auf, der sich auf einer Halbinsel bei Sandusky befindet. Zurzeit unterhält Cedar Point 17 Achterbahnen.
Durch große Sedimente, meist Schiefer, von Gas und Öl konnte Ohio durch den aufkommenden Fracking-Boom der 2010er Jahre in den USA erheblich wirtschaftlich profitieren. Durch den zur Mitte der 2010er Jahre deutlich gesunkenen Ölpreis sowie Verwerfungen, die mehr und mehr wissenschaftlich mit dem Fracking in manchen Gegenden in Zusammenhang gebracht werden, ist die weitere Entwicklung in diesem Bereich offen.

## Bildung
Die wichtigsten staatlichen Hochschulen in Ohio sind die Ohio State University und die Ohio University. Weitere staatliche Hochschulen sind die Bowling Green State University, die Cleveland State University, die Kent State University, die Miami University, die University of Akron, die University of Cincinnati, die University of Toledo, die Wright State University und die Youngstown State University.
Zu den wichtigsten privaten Hochschulen gehören die Case Western Reserve University und die University of Dayton. Weitere Hochschulen sind in der Liste der Universitäten in Ohio verzeichnet.

## Persönlichkeiten

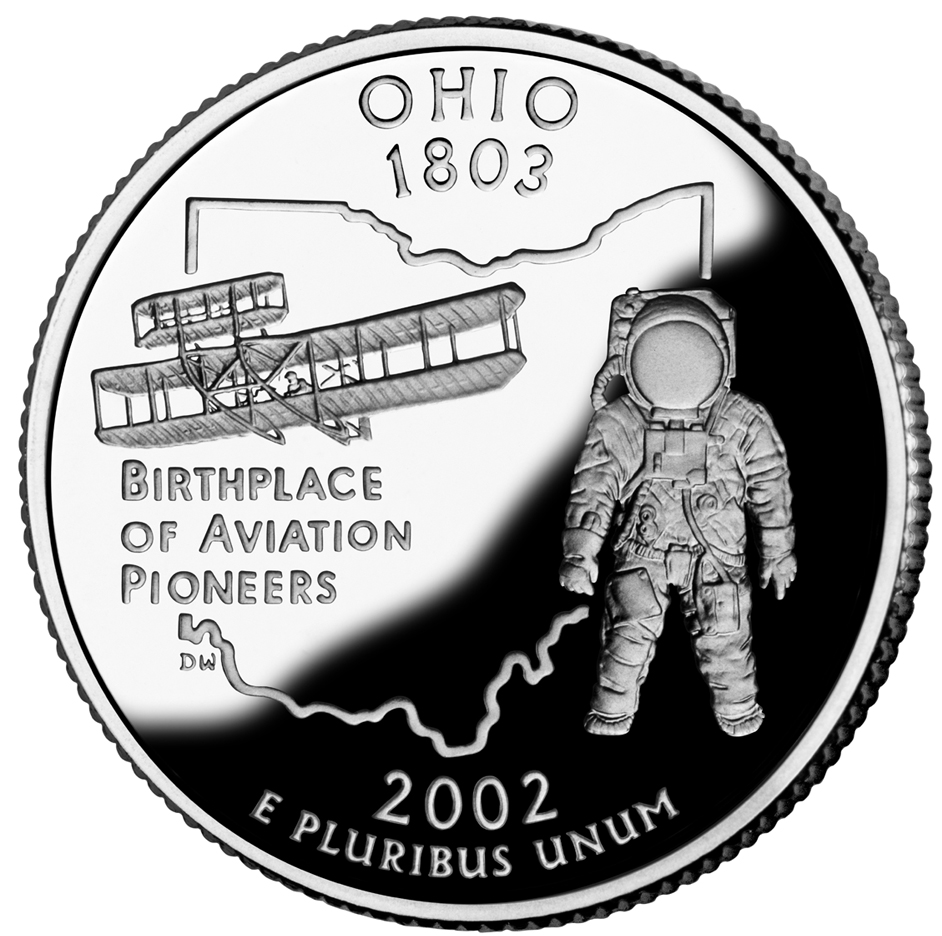
Auf der Rückseite von Ohios 25-Cent-Münze präsentiert sich der Staat als Geburtsort der Brüder Wright und von Neil Armstrong

Vermutlich aus Chillicotte, einem Dorf am Scioto-Fluss, stammte Tecumseh (1768–1813), ein indianischer Feldherr und Politiker.
Aus New Rumley stammte George Armstrong Custer (1839–1876), der im Amerikanischen Bürgerkrieg und in Indianerkriegen Heerführer war.
Einer der bekanntesten Erfinder, Thomas Alva Edison, wurde 1847 in Milan geboren; den Brüdern Wright verdankt Ohio den ersten Motorflug. Neil Armstrong war der erste Mensch auf dem Mond; er wurde bei Wapakoneta geboren.
Einige der in Ohio geborenen Schriftsteller sind: William Dean Howells (1837–1920), Ambrose Bierce (1842–1914), Charles W. Chesnutt (1858–1932), Sherwood Anderson (1876–1941), Natalie Clifford Barney (1876–1972), James Thurber (1894–1961), Louis Bromfield (1896–1956), William Riley Burnett (1899–1982), Frederic Brown (1906–1972), Robert Lowry (1919–1994), Ernest Tidyman (1928–1984) und Toni Morrison (1931–2019).
Der Filmschauspieler Clark Gable stammte aus Cadiz in Ohio; hier wurde er 1901 geboren. Der Regisseur, Drehbuchautor und Produzent Steven Spielberg wurde 1946 in Cincinnati geboren. Auch der Sänger und Schauspieler Dean Martin (1917–1995) stammte aus Steubenville, Ohio.
Der Schauspieler und Drehbuchautor Josh Radnor stammt ebenfalls aus Ohio.
Der 18. Präsident der Vereinigten Staaten von Amerika, Ulysses S. Grant, stammte aus Point Pleasant, sein Nachfolger, der 23. Präsident Rutherford B. Hayes aus Delaware in Ohio, der 25. Präsident William McKinley aus Niles, Ohio und William H. Taft, der 27. Präsident, aus Cincinnati. General William Tecumseh Sherman wurde in Lancaster geboren.